# Grand Prix Singapuru 2012

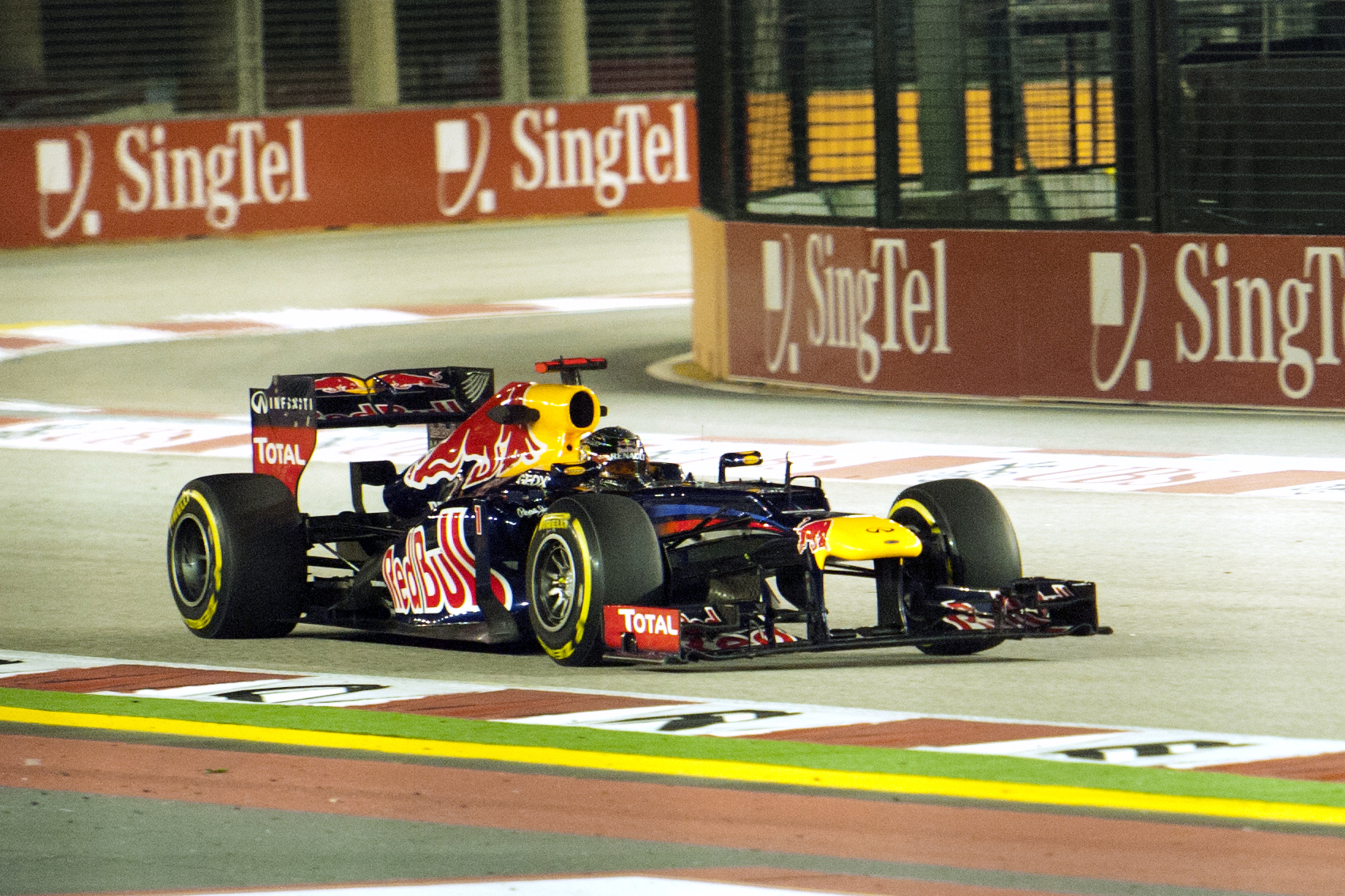
Sebastian Vettel podczas Grand Prix Singapuru 2012

Grand Prix Singapuru 2012 (oficjalnie 2012 Formula 1 SingTel Singapore Grand Prix) – czternasta runda Mistrzostw Świata Formuły 1 w sezonie 2012.

## Lista startowa
Na niebieskim tle kierowcy biorący udział jedynie w piątkowych treningach
| Nr | Kierowca           | Zespół                        | Samochód          | Silnik               | Opony |
| -- | ------------------ | ----------------------------- | ----------------- | -------------------- | ----- |
| 1  | Sebastian Vettel   | Red Bull Racing               | Red Bull RB8      | Renault RS27-2012    | P     |
| 2  | Mark Webber        | Red Bull Racing               | Red Bull RB8      | Renault RS27-2012    | P     |
| 3  | Jenson Button      | Vodafone McLaren Mercedes     | McLaren MP4-27    | Mercedes-Benz FO108Y | P     |
| 4  | Lewis Hamilton     | Vodafone McLaren Mercedes     | McLaren MP4-27    | Mercedes-Benz FO108Y | P     |
| 5  | Fernando Alonso    | Scuderia Ferrari              | Ferrari F2012     | Ferrari 056          | P     |
| 6  | Felipe Massa       | Scuderia Ferrari              | Ferrari F2012     | Ferrari 056          | P     |
| 7  | Michael Schumacher | Mercedes AMG Petronas F1 Team | Mercedes F1 W03   | Mercedes-Benz FO108Y | P     |
| 8  | Nico Rosberg       | Mercedes AMG Petronas F1 Team | Mercedes F1 W03   | Mercedes-Benz FO108Y | P     |
| 9  | Kimi Räikkönen     | Lotus F1 Team                 | Lotus E20         | Renault RS27-2012    | P     |
| 10 | Romain Grosjean    | Lotus F1 Team                 | Lotus E20         | Renault RS27-2012    | P     |
| 11 | Paul di Resta      | Sahara Force India F1 Team    | Force India VJM05 | Mercedes-Benz FO108Y | P     |
| 12 | Nico Hülkenberg    | Sahara Force India F1 Team    | Force India VJM05 | Mercedes-Benz FO108Y | P     |
| 14 | Kamui Kobayashi    | Sauber F1 Team                | Sauber C31        | Ferrari 056          | P     |
| 15 | Sergio Pérez       | Sauber F1 Team                | Sauber C31        | Ferrari 056          | P     |
| 16 | Daniel Ricciardo   | Scuderia Toro Rosso           | Toro Rosso STR7   | Ferrari 056          | P     |
| 17 | Jean-Éric Vergne   | Scuderia Toro Rosso           | Toro Rosso STR7   | Ferrari 056          | P     |
| 18 | Pastor Maldonado   | Williams F1                   | Williams FW34     | Renault RS27-2012    | P     |
| 19 | Bruno Senna        | Williams F1                   | Williams FW34     | Renault RS27-2012    | P     |
| 20 | Heikki Kovalainen  | Caterham F1 Team              | Caterham CT01     | Renault RS27-2012    | P     |
| 21 | Witalij Pietrow    | Caterham F1 Team              | Caterham CT01     | Renault RS27-2012    | P     |
| 22 | Pedro de la Rosa   | HRT F1 Team                   | HRT F112          | Cosworth CA2012      | P     |
| 23 | Narain Karthikeyan | HRT F1 Team                   | HRT F112          | Cosworth CA2012      | P     |
| 23 | Ma Qinghua         | HRT F1 Team                   | HRT F112          | Cosworth CA2012      | P     |
| 24 | Timo Glock         | Marussia F1 Team              | Marussia MR-01    | Cosworth CA2012      | P     |
| 25 | Charles Pic        | Marussia F1 Team              | Marussia MR-01    | Cosworth CA2012      | P     |
| Nr | Kierowca           | Zespół                        | Samochód          | Silnik               | Opony |

## Wyniki

### Sesje treningowe
| Sesja | Nr | Kierowca         | Konstruktor | Czas     | Okr. |
| ----- | -- | ---------------- | ----------- | -------- | ---- |
| 1     | 1  | Sebastian Vettel | Red Bull    | 1:50,566 | 24   |
| 2     | 1  | Sebastian Vettel | Red Bull    | 1:48,340 | 27   |
| 3     | 1  | Sebastian Vettel | Red Bull    | 1:47,947 | 15   |

### Kwalifikacje
Źródło: Wyprzedź Mnie!
| Poz. | Nr | Kierowca           | Konstruktor          | Q1       | Q2       | Q3       | Poz. s. |
| --- | --- | ------------------ | -------------------- | -------- | -------- | -------- | ------- |
| 1 | 4 | Lewis Hamilton     | McLaren-Mercedes     | 1:48,285 | 1:46,665 | 1:46,362 | 1       |
| 2 | 18 | Pastor Maldonado   | Williams-Renault     | 1:49,494 | 1:47,602 | 1:46,804 | 2       |
| 3 | 1 | Sebastian Vettel   | Red Bull-Renault     | 1:48,240 | 1:46,791 | 1:46,905 | 3       |
| 4 | 3 | Jenson Button      | McLaren-Mercedes     | 1:49,381 | 1:47,661 | 1:46,939 | 4       |
| 5 | 5 | Fernando Alonso    | Ferrari              | 1:49,391 | 1:47,567 | 1:47,216 | 5       |
| 6 | 11 | Paul di Resta      | Force India-Mercedes | 1:48,028 | 1:47,667 | 1:47,241 | 6       |
| 7 | 2 | Mark Webber        | Red Bull-Renault     | 1:48,717 | 1:47,513 | 1:47,475 | 7       |
| 8 | 10 | Romain Grosjean    | Lotus-Renault        | 1:47,688 | 1:47,529 | 1:47,788 | 8       |
| 9 | 7 | Michael Schumacher | Mercedes             | 1:49,549 | 1:47,823 | –        | 9       |
| 10 | 8 | Nico Rosberg       | Mercedes             | 1:49,463 | 1:47,943 | –        | 10      |
| 11 | 12 | Nico Hülkenberg    | Force India-Mercedes | 1:49,547 | 1:47,975 | –        | 11      |
| 12 | 9 | Kimi Räikkönen     | Lotus-Renault        | 1:48,169 | 1:48,261 | –        | 12      |
| 13 | 6 | Felipe Massa       | Ferrari              | 1:49,767 | 1:48,344 | –        | 13      |
| 14 | 15 | Sergio Pérez       | Sauber-Ferrari       | 1:49,055 | 1:48,505 | –        | 14      |
| 15 | 16 | Daniel Ricciardo   | Toro Rosso-Ferrari   | 1:49,023 | 1:48,774 | –        | 15      |
| 16 | 17 | Jean-Éric Vergne   | Toro Rosso-Ferrari   | 1:49,564 | 1:48,849 | –        | 16      |
| 17 | 19 | Bruno Senna        | Williams-Renault     | 1:49,809 | –        | –        | 17      |
| 18 | 14 | Kamui Kobayashi    | Sauber-Ferrari       | 1:49,933 | –        | –        | 18      |
| 19 | 21 | Witalij Pietrow    | Caterham-Renault     | 1:50,846 | –        | –        | 19      |
| 20 | 20 | Heikki Kovalainen  | Caterham-Renault     | 1:51,137 | –        | –        | 20      |
| 21 | 24 | Timo Glock         | Marussia-Cosworth    | 1:51,370 | –        | –        | 21      |
| 22 | 25 | Charles Pic        | Marussia-Cosworth    | 1:51,762 | –        | –        | 22      |
| 23 | 23 | Narain Karthikeyan | HRT-Cosworth         | 1:52,372 | –        | –        | 23      |
| 24 | 22 | Pedro de la Rosa   | HRT-Cosworth         | 1:53,355 | –        | –        | 24      |
| Poz. | Nr | Kierowca           | Konstruktor          | Q1       | Q2       | Q3       | Poz. s. |
| \| Legenda \| Legenda \| \| ------------------------ \| ---------------------------------------------------------------------------------------------------------------------------------------------------------------------------------------------------------------------------------------------------------------- \| \| Poz. Nr Q1 Q2 Q3 Poz. s. \| Pozycja zajęta w sesji kwalifikacyjnej Numer startowy kierowcy Wynik uzyskany w pierwszej części kwalifikacji Wynik uzyskany w drugiej części kwalifikacji Wynik uzyskany w trzeciej części kwalifikacji Pozycja startowa po uwzględnięniu kar, przesunięć, itp. \| | |                    |                      |          |          |          |         |
| Legenda | |                    |                      |          |          |          |         |
| Poz. Nr Q1 Q2 Q3 Poz. s. | Pozycja zajęta w sesji kwalifikacyjnej Numer startowy kierowcy Wynik uzyskany w pierwszej części kwalifikacji Wynik uzyskany w drugiej części kwalifikacji Wynik uzyskany w trzeciej części kwalifikacji Pozycja startowa po uwzględnięniu kar, przesunięć, itp. |                    |                      |          |          |          |         |

### Wyścig
Źródło: Wyprzedź Mnie!
| P                 | + / – | Nr | Kierowca           | Konstruktor          | Okr. | Czas / Strata          | Komentarz |
| ----------------- | ----- | -- | ------------------ | -------------------- | ---- | ---------------------- | --------- |
| 1                 | 2     | 1  | Sebastian Vettel   | Red Bull-Renault     | 59   | 2h00m26,144            |           |
| 2                 | 2     | 3  | Jenson Button      | McLaren-Mercedes     | 59   | +0:08,959              |           |
| 3                 | 2     | 5  | Fernando Alonso    | Ferrari              | 59   | +0:15,227              |           |
| 4                 | 2     | 11 | Paul di Resta      | Force India-Mercedes | 59   | +0:19,063              |           |
| 5                 | 5     | 8  | Nico Rosberg       | Mercedes             | 59   | +0:34,784              |           |
| 6                 | 6     | 9  | Kimi Räikkönen     | Lotus-Renault        | 59   | +0:35,759              |           |
| 7                 | 1     | 10 | Romain Grosjean    | Lotus-Renault        | 59   | +0:36,698              |           |
| 8                 | 5     | 6  | Felipe Massa       | Ferrari              | 59   | +0:42,829              |           |
| 9                 | 6     | 16 | Daniel Ricciardo   | Toro Rosso-Ferrari   | 59   | +0:45,820              |           |
| 10                | 4     | 15 | Sergio Pérez       | Sauber-Ferrari       | 59   | +0:50,619              |           |
| 11                | 4     | 2  | Mark Webber        | Red Bull-Renault     | 59   | +1:07,175              | [ a ]     |
| 12                | 8     | 24 | Timo Glock         | Marussia-Cosworth    | 59   | +1:31,918              |           |
| 13                | 4     | 14 | Kamui Kobayashi    | Sauber-Ferrari       | 59   | +1:37,141              |           |
| 14                | 3     | 12 | Nico Hülkenberg    | Force India-Mercedes | 59   | +1:39,413              |           |
| 15                | 4     | 20 | Heikki Kovalainen  | Caterham-Renault     | 59   | +1:47,967              |           |
| 16                | 5     | 25 | Charles Pic        | Marussia-Cosworth    | 59   | +2:12,925              | [ b ]     |
| 17                | 7     | 22 | Pedro de la Rosa   | HRT-Cosworth         | 58   | +1 okr. (1 okr.)       |           |
| 18                | 4     | 19 | Bruno Senna        | Williams-Renault     | 57   | silnik                 |           |
| 19                | 1     | 21 | Witalij Pietrow    | Caterham-Renault     | 57   | +2 okr.                |           |
| Niesklasyfikowani |       |    |                    |                      |      |                        |           |
|                   |       | 17 | Jean-Éric Vergne   | Toro Rosso-Ferrari   | 38   | kolizja z Schumacherem |           |
|                   |       | 7  | Michael Schumacher | Mercedes             | 38   | kolizja z Vergnem      | [ c ]     |
|                   |       | 18 | Pastor Maldonado   | Williams-Renault     | 36   | hydraulika             |           |
|                   |       | 23 | Narain Karthikeyan | HRT-Cosworth         | 30   | wypadek                |           |
|                   |       | 4  | Lewis Hamilton     | McLaren-Mercedes     | 22   | skrzynia biegów        |           |
| P                 | + / – | Nr | Kierowca           | Konstruktor          | Okr. | Czas / Strata          | Komentarz |

### Najszybsze okrążenie
Źródło: Wyprzedź Mnie!
| Nr | Kierowca        | Konstruktor | Czas     | Okr. |
| -- | --------------- | ----------- | -------- | ---- |
| 12 | Nico Hülkenberg | Force India | 1:51,033 | 52   |

## Prowadzenie w wyścigu
| Nr                              | Kierowca         | Okrążenia   | Suma |
| ------------------------------- | ---------------- | ----------- | ---- |
| 1                               | Sebastian Vettel | 22-59       | 37   |
| 4                               | Lewis Hamilton   | 1-11, 14-22 | 19   |
| 3                               | Jenson Button    | 11-14       | 3    |
| \| Wykres \| \| ------ \| \| \| |                  |             |      |
| Wykres                          |                  |             |      |
|                                 |                  |             |      |

## Klasyfikacja po wyścigu

### Kierowcy
| P  | +/− | Kierowca           | Starty | Punkty | P1 | P2 | P3 | PP | NO | NS |
| -- | --- | ------------------ | ------ | ------ | -- | -- | -- | -- | -- | -- |
| 1  | 0   | Fernando Alonso    | 14     | 194    | 3  | 2  | 3  | 2  | –  | 1  |
| 2  | +2  | Sebastian Vettel   | 14     | 165    | 2  | 2  | 1  | 3  | 3  | 1  |
| 3  | 0   | Kimi Räikkönen     | 14     | 149    | –  | 3  | 3  | –  | 2  | –  |
| 4  | −2  | Lewis Hamilton     | 14     | 142    | 3  | –  | 3  | 5  | –  | 3  |
| 5  | 0   | Mark Webber        | 14     | 132    | 2  | –  | –  | 1  | –  | –  |
| 6  | 0   | Jenson Button      | 14     | 119    | 2  | 3  | –  | 1  | 1  | 1  |
| 7  | 0   | Nico Rosberg       | 14     | 93     | 1  | 1  | –  | 1  | 2  | –  |
| 8  | 0   | Romain Grosjean    | 13     | 82     | –  | 1  | 2  | –  | 1  | 5  |
| 9  | 0   | Sergio Pérez       | 14     | 66     | –  | 2  | 1  | –  | 1  | 3  |
| 10 | 0   | Felipe Massa       | 14     | 51     | –  | –  | –  | –  | –  | 1  |
| 11 | +2  | Paul di Resta      | 14     | 44     | –  | –  | –  | –  | –  | 1  |
| 12 | −1  | Michael Schumacher | 14     | 43     | –  | –  | 1  | –  | 1  | 7  |
| 13 | −1  | Kamui Kobayashi    | 14     | 35     | –  | –  | –  | –  | 1  | 3  |
| 14 | 0   | Nico Hülkenberg    | 14     | 31     | –  | –  | –  | –  | 1  | 1  |
| 15 | 0   | Pastor Maldonado   | 14     | 29     | 1  | –  | –  | 1  | –  | 4  |
| 16 | 0   | Bruno Senna        | 14     | 25     | –  | –  | –  | –  | 1  | 1  |
| 17 | 0   | Jean-Éric Vergne   | 14     | 8      | –  | –  | –  | –  | –  | 3  |
| 18 | 0   | Daniel Ricciardo   | 14     | 6      | –  | –  | –  | –  | –  | 1  |
| 19 | +3  | Timo Glock         | 13     | 0      | –  | –  | –  | –  | –  | 1  |
| 20 | −1  | Heikki Kovalainen  | 14     | 0      | –  | –  | –  | –  | –  | 1  |
| 21 | −1  | Witalij Pietrow    | 13     | 0      | –  | –  | –  | –  | –  | 3  |
| 22 | −1  | Jérôme d’Ambrosio  | 1      | 0      | –  | –  | –  | –  | –  | –  |
| 23 | 0   | Charles Pic        | 14     | 0      | –  | –  | –  | –  | –  | 3  |
| 24 | 0   | Narain Karthikeyan | 13     | 0      | –  | –  | –  | –  | –  | 5  |
| 25 | 0   | Pedro de la Rosa   | 13     | 0      | –  | –  | –  | –  | –  | 2  |
| P  | +/− | Kierowca           | Starty | Punkty | P1 | P2 | P3 | PP | NO | NS |

### Konstruktorzy
| P  | +/− | Konstruktor          | Starty | Punkty | P1 | P2 | P3 | PP | NO | NS |
| -- | --- | -------------------- | ------ | ------ | -- | -- | -- | -- | -- | -- |
| 1  | 0   | Red Bull-Renault     | 28     | 297    | 4  | 2  | 1  | 4  | 3  | 1  |
| 2  | 0   | McLaren-Mercedes     | 28     | 261    | 5  | 3  | 3  | 6  | 1  | 4  |
| 3  | 0   | Ferrari              | 28     | 245    | 3  | 2  | 3  | 2  | –  | 2  |
| 4  | 0   | Lotus-Renault        | 28     | 231    | –  | 4  | 5  | –  | 3  | 5  |
| 5  | 0   | Mercedes             | 28     | 136    | 1  | 1  | 1  | 1  | 3  | 7  |
| 6  | 0   | Sauber-Ferrari       | 28     | 101    | –  | 2  | 1  | –  | 2  | 5  |
| 7  | 0   | Force India-Mercedes | 28     | 75     | –  | –  | –  | –  | 1  | 2  |
| 8  | 0   | Williams-Renault     | 28     | 54     | 1  | –  | –  | 1  | 1  | 5  |
| 9  | 0   | Toro Rosso-Ferrari   | 28     | 14     | –  | –  | –  | –  | –  | 5  |
| 10 | +1  | Marussia-Cosworth    | 27     | 0      | –  | –  | –  | –  | –  | 4  |
| 11 | −1  | Caterham-Renault     | 27     | 0      | –  | –  | –  | –  | –  | 4  |
| 12 | 0   | HRT-Cosworth         | 26     | 0      | –  | –  | –  | –  | –  | 7  |
| P  | +/− | Konstruktor          | Starty | Punkty | P1 | P2 | P3 | PP | NO | NS |